# Todos queremos ver a Olga
"Todos queremos ver a Olga, en la cama y sin calzon" era la frase cantada en el tema musical usado para la apertura del espectáculo de Olga Breeskin, presentado en el centro nocturno “Belvedere” del Hotel “Continental” (antes Hotel Hilton), a finales de los 70s y principios de los 80s. Dicha frase obtuvo mayor fama debido a un comercial que incluía el tema y que tuvo gran difusión en los canales de Televisa, cuando el empresario Emilio Azcárraga Milmo estaba al frente de la cadena de televisión.

## Historia
La vida nocturna de la Ciudad de México en parte de las décadas de los setentas y ochentas, tenía como alternativa grandes ”Centros Nocturnos”, los cuales competían por atraer a clientes que gustaran de la noche, con fastuosos espectáculos donde las vedettes de la época mostraban sus talentos.
Una de ellas fue “Súper Olga” que además de bailar y cantar, tocaba majestuosamente el violín. Gracias a su enigmática belleza y a su voluptuosa figura femenina podía poner a sus pies a empresarios, políticos, deportistas y cuanto famoso se enamorara del glamour de la noche que ella representaba.
El lujoso show que contaba con exóticos animales, elegante vestuario, orquesta completa y lo versátil de la vedette en compañía de extraordinarios bailarines, hicieron que en la marquesina del “Belvedere” se anunciara el espectáculo “Olga Breeskin y su violín mágico” durante siete años en el icónico “Hotel Continental”.

## Canción
La canción de apertura que tenía el show era "Todos queremos ver a Olga" y, en esa época Televisa transmitía en sus canales un comercial para darle publicidad al espectáculo de Olga. El comercial tenía una duración de 30 segundos, en el cual se presentaba a la Breeskin usando un ajustado leotardo de corte francés con moños, los cuales se quitaba lentamente, se llevaba un dedo a los labios mientras que con la otra mano hacía la seña de "ven aquí" y finalmente se escuchaba la frase cantada "Todos queremos ver a Olga".
En la sociedad conservadora de México de los 70s, se trataba de un comercial demasiado atrevido. Sin embargo, todo el país estaba hipnotizado con sus encantos y durante años se agotaron las entradas a su espectáculo.

## Colapsa la vida nocturna
La Ciudad de México fue sacudida por el terremoto del jueves 19 de septiembre de 1985 a las 7:19 de la mañana, colapsando varios edificios y otros resultando gravemente afectados. El majestuoso “Hotel Continental” situado en la esquina de Insurgentes y Paseo de la Reforma, era uno de los hoteles más famosos de la ciudad por su decorado contemporáneo, sus musculosas columnas, así como por ser el refugio de Olga Breeskin y su violín; tuvo que ser demolido meses después con dinamita (como muchos otros de la zona) ya que se encontraba con los pisos superiores del anexo Suites, colapsados; dejando las autoridades en dicho espacio el jardín Jesús Reyes Heroles. 
Gran parte de la vida nocturna de la Ciudad de México terminó drásticamente, por el cambio en los gustos del público, la economía y el terremoto de 1985.

## Curiosidades
- Olga fue considerada por años como la vedette número uno de todo México.
- El estilo de Breeskin fue imitado por mujeres como Thelma Tixou, Wanda Seux y Lila Deneken.
- Olga Breeskin y Lila Deneken se conocían desde niñas, pero la prensa las presentaba como rivales. Su verdadera rival en competir fue Iris Chacón.
- En el terremoto de 1985 de la Ciudad de México Olga estaba embarazada de su hijo Alan.
- Fueron el terremoto de 1985 y la inseguridad, las razones que llevaron a Olga a abandonar México y establecerse en la ciudad de Las Vegas.

- Datos: Q21003705